# Fatu Hiva

Mapa de Fatu Hiva

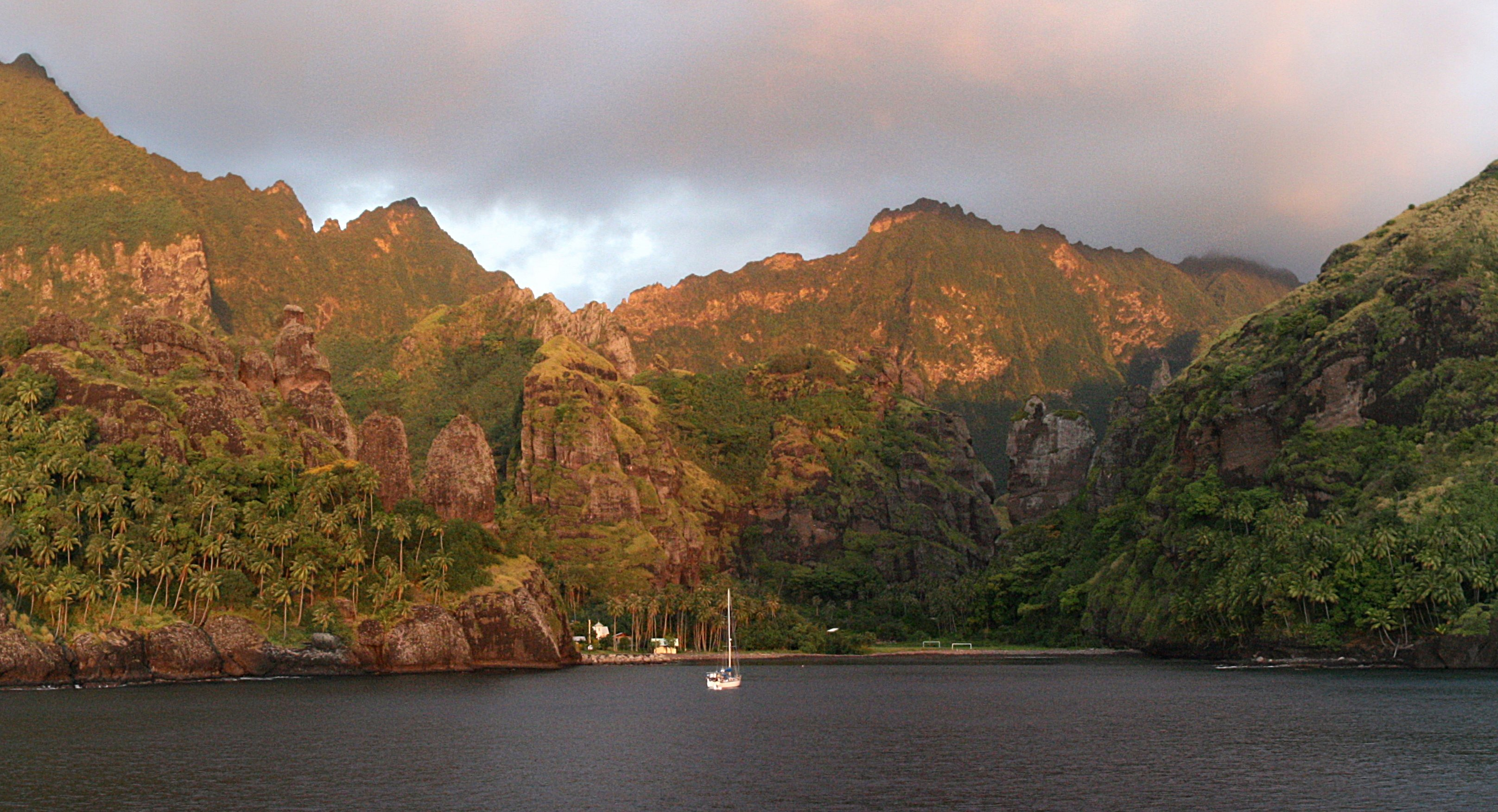
Badia de les Verges

Fatu Hiva (en marquesà Fatuiva) és l'illa més meridional de les Marqueses. Està situada a 75 km al sud d'Hiva Oa. també és una comuna de la Polinèsia Francesa

## Geografia
L'illa està constituïda per dos antics volcans que formen una carena muntanyosa que culmina al mont Tauauoho amb 960 m d'altitud. A l'oest s'obren dues badies: Hanavave i Omoa. La badia d'Hanavave era coneguda pels navegants com badia de les Vergues, ja que s'hi troben unes formacions rocoses de forma fàl·lica. Els missioners catòlics, interpretant que es tracta dels vels de les verges, van canviar el nom a badia de les Verges, tot afegint una "i" en francès: V(i)erges. La costa est es caracteritza per estretes valls escarpades i inaccessibles. La superfície total és de 80 km².
Abunden els arbres fruiters: mangos, bananes, pomelos, llimones, taronges i papaies. Els mangos són a la llibre disposició de tots els habitants.

## Població
La població total era de 587 habitants al cens del 2007. Les viles principals són Omoa, la capital, i Hanavave, situades a les badies del mateix nom. La població viu principalment de l'agricultura, l'artesanat i el turisme. L'orografia de l'illa no permet la construcció d'una pista d'aterratge i només és accessible per vaixell.

## Història
Fatu Hiva va ser descoberta per Álvaro de Mendaña y Neira la vigília de santa Maria Magdalena del 1595, i l'anomenà Isla Magdalena. L'investigador noruec Thor Heyerdahl s'hi va instal·lar el 1936, i va començar a desenvolupar aquí les seves teories sobre les navegacions prehistòriques. Descriu la seva experiència en el llibre Fatu-Hiva: Back to Nature.

## Administració
| Període | Identitat      | Partit |
| ------- | -------------- | ------ |
| 2008-   | Henri Tuieinui |        |